# Attiwad, Belgaum
Attiwad là một làng thuộc tehsil Belgaum, huyện Belgaum, bang Karnataka, Ấn Độ.